# Szent Demeter-fatemplom (Temesvár)
A temesvári Szent Demeter-fatemplom műemlékké nyilvánított épület Romániában, Temes megyében. A romániai műemlékek jegyzékében a TM-II-m-B-06145 sorszámon szerepel.

## Története
A templom eredetileg Temeshódoson épült 1774-ben, és 1970-ben költöztették át Temesvárra, a Bánáti Metropólia udvarára.

## Leírása
A tölgyfából készült zsindelyes templom apszisa félkör alakú. A pronaosz feletti prizma alakú torony anyaga fenyőfa. A Bánságban ez az egyedüli fatemplom, amelynél a naosz boltozatának nyugati oldala nem timpanonnal zárul.